# Sclerocyphon maculatus
Sclerocyphon maculatus is een keversoort uit de familie keikevers (Psephenidae). De wetenschappelijke naam van de soort werd in 1892 gepubliceerd door Thomas Blackburn.